# Bourron-Marlotte
Bourron-Marlotte és un municipi francès, situat al departament del Sena i Marne i a la regió d'Illa de França. L'any 2007 tenia 2.862 habitants.
Forma part del cantó de Fontainebleau, del districte de Fontainebleau i de la Comunitat d'aglomeració del Pays de Fontainebleau.

## Demografia

### Població
El 2007 la població de fet de Bourron-Marlotte era de 2.862 persones. Hi havia 1.027 famílies, de les quals 248 eren unipersonals (120 homes vivint sols i 128 dones vivint soles), 309 parelles sense fills, 394 parelles amb fills i 76 famílies monoparentals amb fills.
La població ha evolucionat segons el següent gràfic:
Habitants censats

### Habitatges
El 2007 hi havia 1.294 habitatges, 1.065 eren l'habitatge principal de la família, 144 eren segones residències i 84 estaven desocupats. 1.115 eren cases i 171 eren apartaments. Dels 1.065 habitatges principals, 782 estaven ocupats pels seus propietaris, 246 estaven llogats i ocupats pels llogaters i 37 estaven cedits a títol gratuït; 13 tenien una cambra, 83 en tenien dues, 165 en tenien tres, 234 en tenien quatre i 570 en tenien cinc o més. 789 habitatges disposaven pel capbaix d'una plaça de pàrquing. A 455 habitatges hi havia un automòbil i a 493 n'hi havia dos o més.

### Piràmide de població
La piràmide de població per edats i sexe el 2009 era:
| Homes | Edats   | Dones |
| ----- | ------- | ----- |
| 4     | 95 o +  | 8     |
| 16    | 90 a 94 | 16    |
| 16    | 85 a 89 | 36    |
| 32    | 80 a 84 | 24    |
| 24    | 75 a 79 | 60    |
| 40    | 70 a 74 | 88    |
| 48    | 65 a 69 | 52    |
| 48    | 60 a 64 | 80    |
| 92    | 55 a 59 | 64    |
| 76    | 50 a 54 | 80    |
| 80    | 45 a 49 | 92    |
| 100   | 40 a 44 | 92    |
| 116   | 35 a 39 | 100   |
| 148   | 30 a 34 | 128   |
| 76    | 25 a 29 | 84    |
| 76    | 20 a 24 | 64    |
| 68    | 15 a 19 | 88    |
| 76    | 10 a 14 | 96    |
| 108   | 5 a 9   | 92    |
| 60    | 0 a 4   | 120   |

## Economia
El 2007 la població en edat de treballar era de 1.720 persones, 1.240 eren actives i 480 eren inactives. De les 1.240 persones actives 1.132 estaven ocupades (637 homes i 495 dones) i 108 estaven aturades (43 homes i 65 dones). De les 480 persones inactives 114 estaven jubilades, 200 estaven estudiant i 166 estaven classificades com a «altres inactius».

### Ingressos
El 2009 a Bourron-Marlotte hi havia 1.076 unitats fiscals que integraven 2.744 persones, la mediana anual d'ingressos fiscals per persona era de 23.949 €.

### Activitats econòmiques
Dels 171 establiments que hi havia el 2007, 2 eren d'empreses extractives, 3 d'empreses alimentàries, 1 d'una empresa de fabricació de material elèctric, 8 d'empreses de fabricació d'altres productes industrials, 15 d'empreses de construcció, 35 d'empreses de comerç i reparació d'automòbils, 6 d'empreses de transport, 8 d'empreses d'hostatgeria i restauració, 9 d'empreses d'informació i comunicació, 2 d'empreses financeres, 13 d'empreses immobiliàries, 39 d'empreses de serveis, 17 d'entitats de l'administració pública i 13 d'empreses classificades com a «altres activitats de serveis».
Dels 30 establiments de servei als particulars que hi havia el 2009, 1 era una oficina de correu, 1 taller de reparació d'automòbils i de material agrícola, 1 autoescola, 3 paletes, 3 guixaires pintors, 3 lampisteries, 1 electricista, 1 empresa de construcció, 4 perruqueries, 3 restaurants, 8 agències immobiliàries i 1 saló de bellesa.
Dels 12 establiments comercials que hi havia el 2009, 1 era un supermercat, 1 una gran superfície de material de bricolatge, 1 una botiga de més de 120 m², 2 fleques, 1 una fleca, 3 llibreries, 1 una botiga de roba, 1 una botiga d'equipament de la llar i 1 una botiga de mobles.
L'any 2000 a Bourron-Marlotte hi havia 9 explotacions agrícoles que ocupaven un total de 180 hectàrees.

## Equipaments sanitaris i escolars
L'únic equipament sanitari que hi havia el 2009 era una farmàcia.
El 2009 hi havia 1 escola maternal i 1 escola elemental.

## Poblacions més properes
El següent diagrama mostra les poblacions més properes.